# Madame X (festmény)
Madame X (Portrait of Madame X) John Singer Sargent amerikai festőművész legismertebb alkotása, melyet Virginie Amélie Avegno Gautreau-ról készített. A festmény bemutatója 1884-ben a Párizsi Szalonban botrányba fulladt, melynek következtében Sargent Franciaországban festőként teljesen ellehetetlenült.

## A festmény megszületése

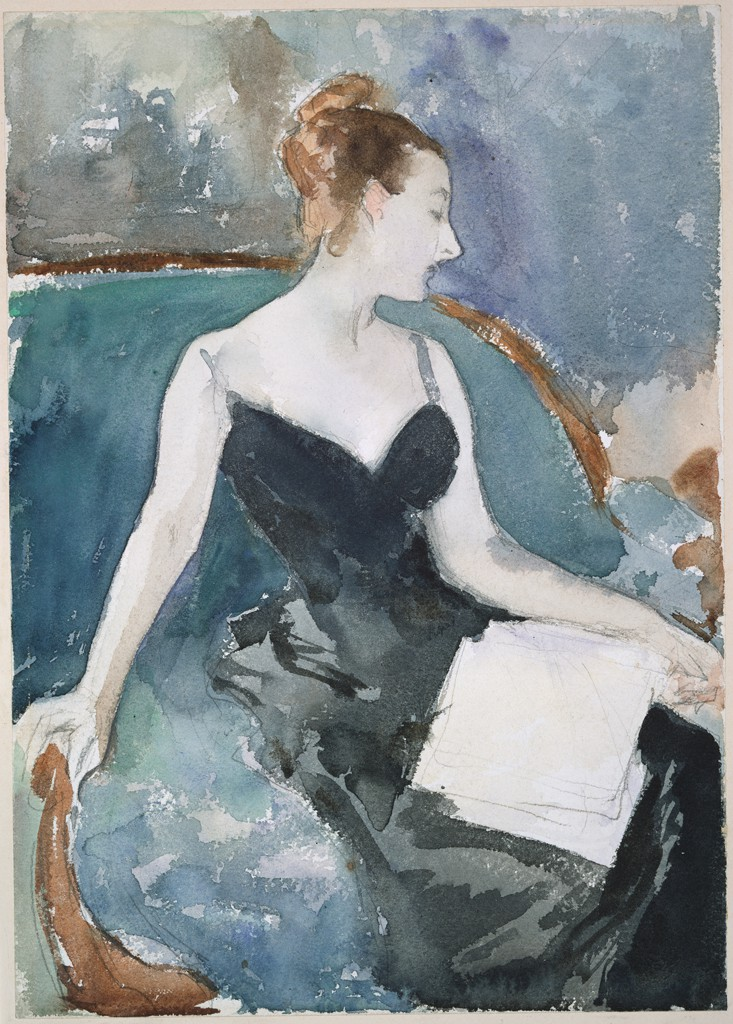
Ülő tanulmány a Madame X-hez (ceruza, vízfesték, 1883 körül)

Virginie Amélie Avegno 1859-ben született New Orleansban. Édesapja 1862-ben az Amerikai polgárháborúban vesztette életét. Amélie és édesanyja 1867-ben Franciaországba telepedett le. Amélie itt ismerkedett meg Pierre Gautreau francia bankárral, akihez fiatalon ment férjhez.
Amélie Gautreau ízig-vérig parisienne volt, a modern kifinomult párizsi nő megtestesítője. Rendhagyó szépségével, hófehér bőrével kivívta a párizsi elit figyelmét és a művészvilág csodálatát. Festők, rajzolók, szobrászok szerették volna megörökíteni karcsú alakját és határozott arcélét, de a hölgy a felkéréseket rendre visszautasította. Sargent is szerette volna megfesteni Gautreau portréját, melyet a közelgő Párizsi Szalon ékeként mutathatott volna be. Egyik barátjához írt levelében számolt be tervéről: „Nagy vágyam, hogy megfessem őt, és van okom azt hinni, hogy meg is engedné, csak arra vár, hogy valaki hódoljon szépségének.” Sargent végül felkereste az ifjú hölgyet, aki 1883 elején fogadta el a festő felkérését.
Sargent lassan haladt az előkészületekkel, mert Gautreau-nak társadalmi kötelezettségei miatt ritkán jutott ideje arra, hogy modellt álljon a festőnek. Gautreau javaslatára júniusban az asszony bretagne-i birtokára utaztak, hogy nyugodt körülmények között tudjanak dolgozni. Azonban a vidéki helyszín sem biztosította a megfelelő feltételeket a nyugodt munkához: Gautreau-t fárasztották a hosszadalmas pózolások és szívesebben töltötte az időt családja és barátai körében. Sargent lusta, „megfesthetetlen szépségként” jellemezte modelljét, akiről a nyári hónapok alatt mintegy harminc vázlatot és tanulmányt (köztük ceruzarajzokat, akvarelleket) készített. Ezek többségén ülő helyzetben, néhány változaton, kanapén, vagy széken térdelve örökítette meg modelljét.
Sargent korábbi, a Salonban bemutatott festményeihez – Edward Darley Boit lányai (1882), El Jaleo (1882) – hasonlóan most is nagyméretű (2 méter magas és 1 méter széles) vásznat választott, elég nagyot ahhoz, hogy a festmény már méretével is magára vonja majd a figyelmet. Sargent eredetileg ülő helyzetben akarta megfesteni Gautreau-t, de az álló vászon miatt végül álló kompozíciót választott: így született meg a végső változat, az asztalnak támaszkodó, arcát oldalra fordító karcsú hölgy portréja. Sargent még a nyár folyamán nekilátott a végleges festmény megalkotásához, de a lassabban haladt, mint remélte, 1883 vége felé tudta csak befejezni művét. A képet benevezte az 1884. évi Párizsi Szalon kiállításra. Gautreau-t teljesen lenyűgözte Sargent alkotása, úgy vélte, hogy igazi mesterművet született. Sargent azonban kételkedett alkotása nagyszerűségében, olyannyira, hogy a megnyitó időpontjának közeledtével még azt se bánta volna, ha a Szalon zsűrije nem válogatja be festményét a kiállításra szánt darabok közé.

## Fogadtatása
A Mme *** címmel bemutatott festmény nagy felzúdulást és megbotránkozást keltett. A Salon közönségét megdöbbentette az erotikus utalásokkal teli alkotás látványa, melyet erkölcstelennek és szégyenletesnek tartottak. Gautreau testtartása abban az időben igencsak kihívónak számított, különösképpen egy, a társadalom felsőbb köreihez tartozó hölgytől. A kioldott vállpánt a jobb vállon és a fehér bőrhöz képest kimondottan vörös fül, pedig csak fokozták ezt a benyomást. A korabeli kritikák gúnyos és negatív jelzőkkel illeték a festményt. A Le Figaro kritikusa korabeli recenziójában így írt a képről: „még egy mozdulat” és a ruha le fog csúszni a hölgyről.
A kísérlet, hogy megőrizzék a modell inkognitóját sikertelen volt. Gautreau anyja személyesen követelte a mű eltávolítását a Szalonból, hogy megóvja lányát az élcelődő kritikáktól, de nem volt elég pénze ahhoz, hogy megvásárolja a képet. Sargent később átfestette a képet, úgy, hogy a jobb oldali vállpánt is kapcsolódjon a hölgy ruhájához. A mű címét pedig Madame X-re változtatta, amitől még drámaibb és titokzatosabb, ugyanakkor még személytelenebb lett a festmény. A kedvezőtlen kritikák és a támadások mind a művész, mind a modell életét döntően befolyásolták. Gautreau hírnevét megtépázta a botrány, évekre visszavonult a társadalmi életből. Sargent festőként teljesen ellehetetlenült Franciaországban és véglegesen Londonba költözött.
A festményt később Sargent saját párizsi műtermében állította ki, majd átszállította Londonba. 1905-től több nemzetközi kiállításon is szerepeltette, végül 1916-ban eladta a New York-i Metropolitan Művészeti Múzeumnak, ahol ma is található. Az igazgatónak címzett levelében így írt a festményről: „Azt hiszem a legjobb dolog, amit valaha készítettem.” A festmény másik, befejezetlen változata ma a londoni Tate Britainben látható.

## Galéria

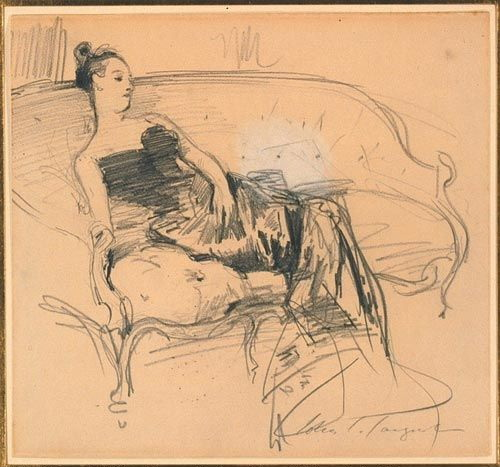
Ülő tanulmány a Madame X-hez
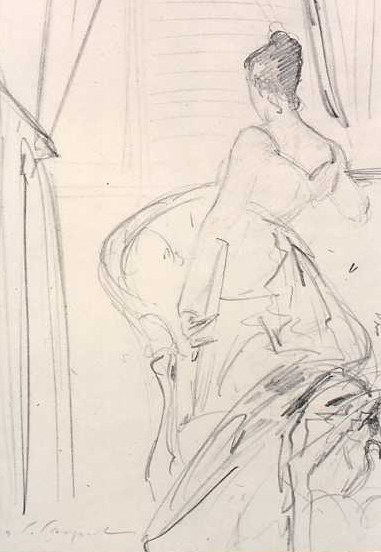
Tanulmány a Madame X-hez
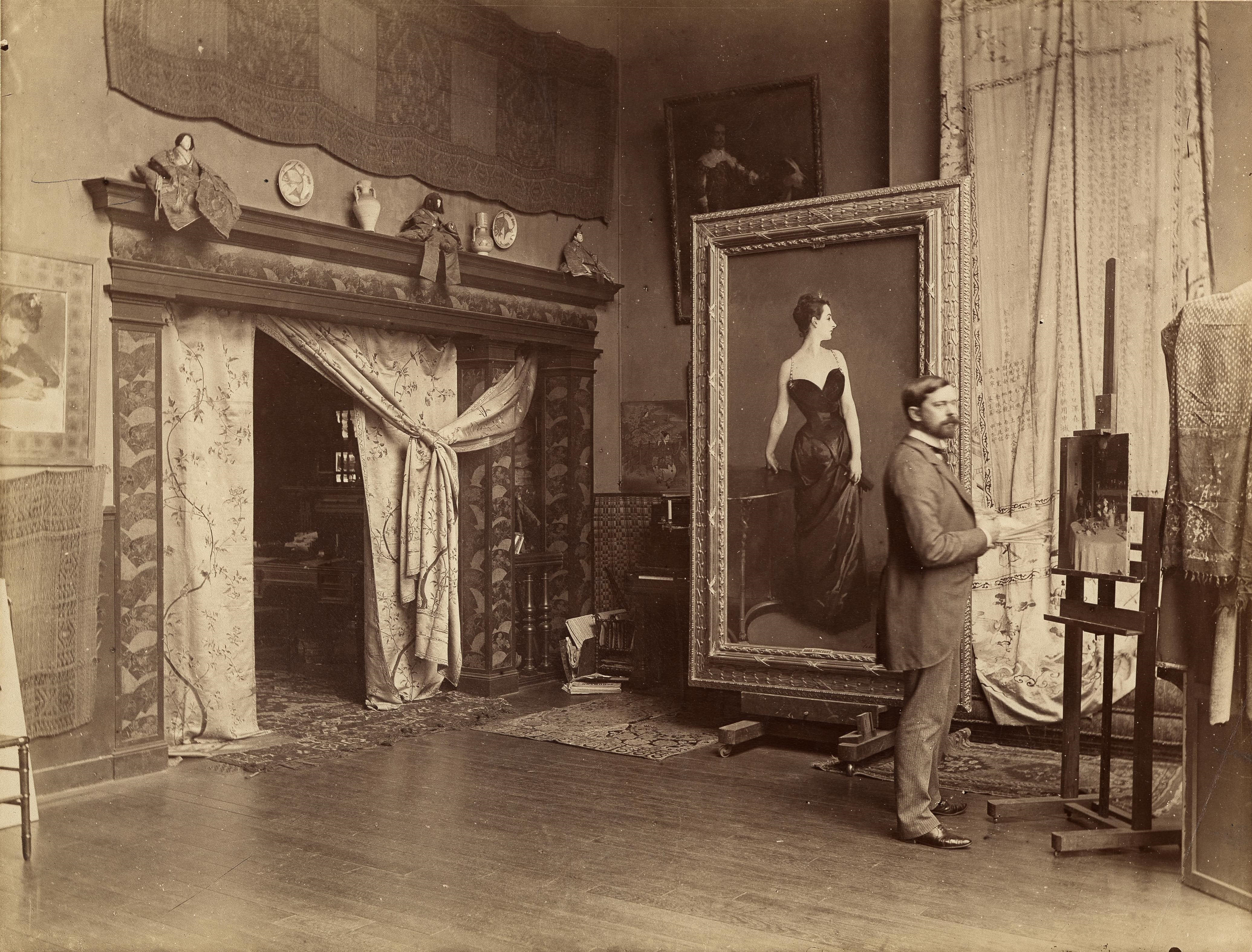
Sargent fő művével párizsi műtermében (Fotó: ismeretlen, 1885 körül)
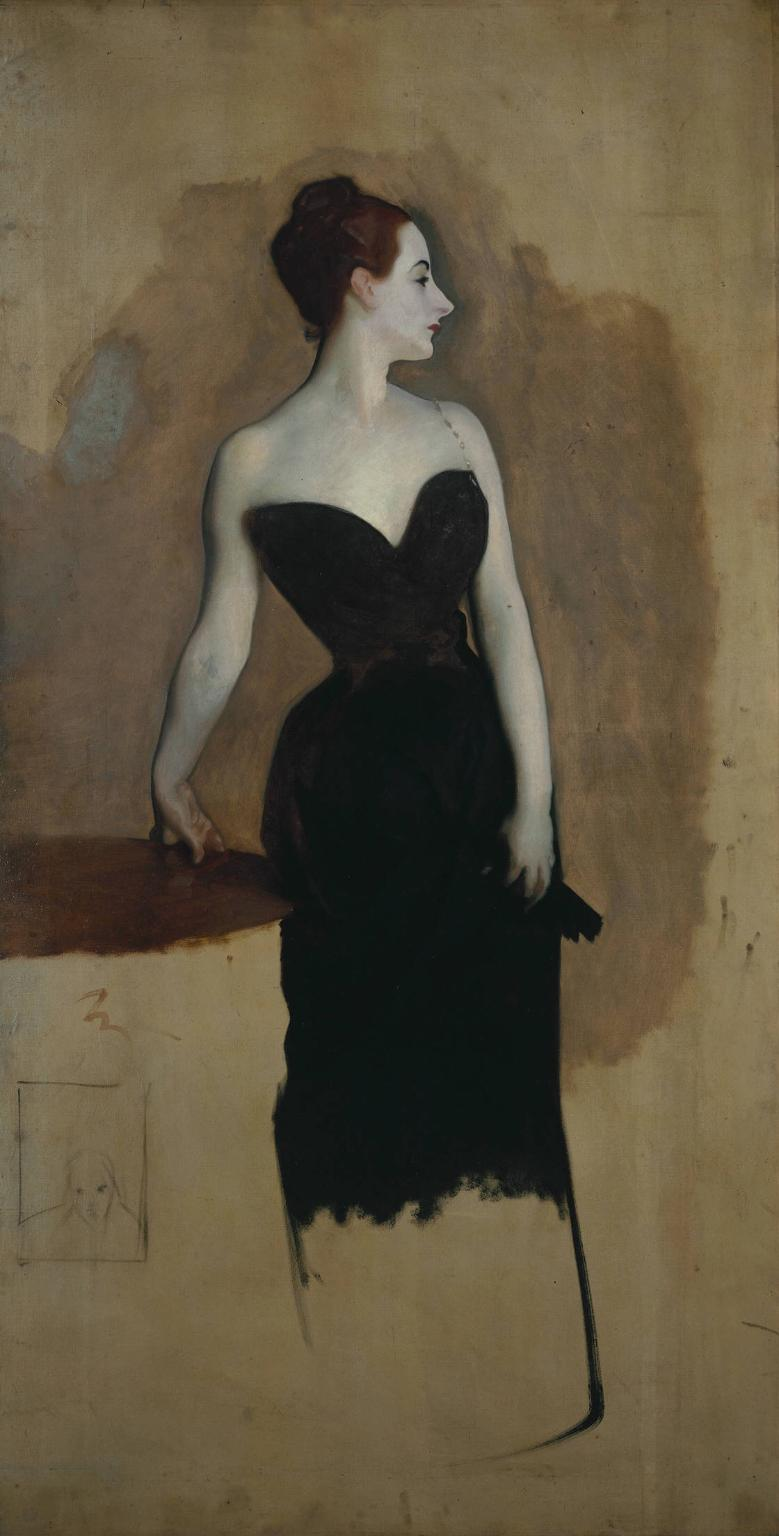
A befejezetlen, második változat (1884 körül) Tate Britain, London